# آراف‌ای تایدسپرینگ (ای۷۵)
آراف‌ای تایدسپرینگ (ای۷۵) (به انگلیسی: RFA Tidespring (A75)) یک کشتی بود که طول آن  ۵۸۳ فوت ۸ اینچ (۱۷۷٫۹۰ متر) بود. این کشتی  در سال ۱۹۶۲ ساخته شد.